# Голдмане, Астра
Астра Голдмане (латыш. Astra Goldmane; 24 июня 1956, Рига как Астра Озола) — латвийская, ранее советская, шахматистка.
Одна из сильнейших шахматисток Латвии в 1970—1980 годах. Три раза побеждала на чемпионатах Латвии по шахматам среди женщин — в 1975, 1981 и 1983 годах. Успешно играла в юношеских соревнованиях - в 1974 году в Таллине на юниорском первенстве СССР разделила 3 - 4 место. На командном кубке СССР, играя за латвийскую команду "Даугава" на 9 доске, в 1974 году в Москве показала абсолютно лучший результат среди всех участников соревнования: 8 очков из 9 возможных. Два раза представляла Латвию на Спартакиаде народов СССР в 1975 и 1983 годах.